# Uniforme del Deportivo Táchira Fútbol Club
Históricamente el uniforme del Deportivo Táchira usa los colores Amarillo y Negro. No obstante, en sus inicios en la etapa amateur en 1974, cuando el club era el Deportivo San Cristóbal, vestía con camiseta blanca y pantalonera negra cuando disputaba encuentros amistosos, era semejante a los de la Selección de Italia. Luego, se produjo el cambio al de la camiseta amarilla con pantalón negro, semejantes a los colores de la bandera del estado Táchira en 1975 hasta 1978 cuando se conjugo la fusión entre el Deportivo Táchira y el Atlético San Cristóbal en el Unión Atlético Táchira, cuando se cambió el amarillo por el naranja. También se usó un uniforme semejante al de la Selección de Brasil dicho uniforme solo duró pocos meses regresando a su antiguo uniforme que al pasar los años el equipo ha mantenido el uniforme con rayas verticales, muchas veces con variaciones, nunca se ha definido la cantidad de franjas de cada color y mucho menos, las directrices del diseño.

## Actualidad
| Titular         | Alternativo |
| Primer Uniforme | Segundo     |